# Distretto di Bežigrad
Il distretto Bežigrad (in sloveno Četrtna skupnost Bežigrad), o semplicemente Bežigrad, è uno dei 17 distretti (Mestna četrt) della città di Lubiana. 
Bežigrad è principalmente un quartiere residenziale. Lungo via Vienna ci sono alcune zone con una elevata concentrazione di negozi e aziende. Nella parte nord-ovest del distretto c’è una piccola zona industriale. Bežigrad si classifica ai primi posti come uno dei quartieri più verdi di Lubiana.
Il quartiere ospita alcuni importanti edifici: l'Agenzia slovena per l’Ambiente, lo stadio Stožice, lo stadio Bežigrad, la moschea di Lubiana, il museo del Treno Sloveno e il Navje Memorial Park.